# Burleigh (Texas)
Burleigh è una comunità non incorporata degli Stati Uniti d'America, situata nella contea di Austin dello Stato del Texas.

## Geografia
Burleigh è situata a 29°55′11″N 96°09′01″W, nella parte orientale della contea. È situata a 6,7 miglia (10,8 km) a sud-est di Bellville, lunga la riva occidentale del fiume Brazos.

## Galleria d'immagini

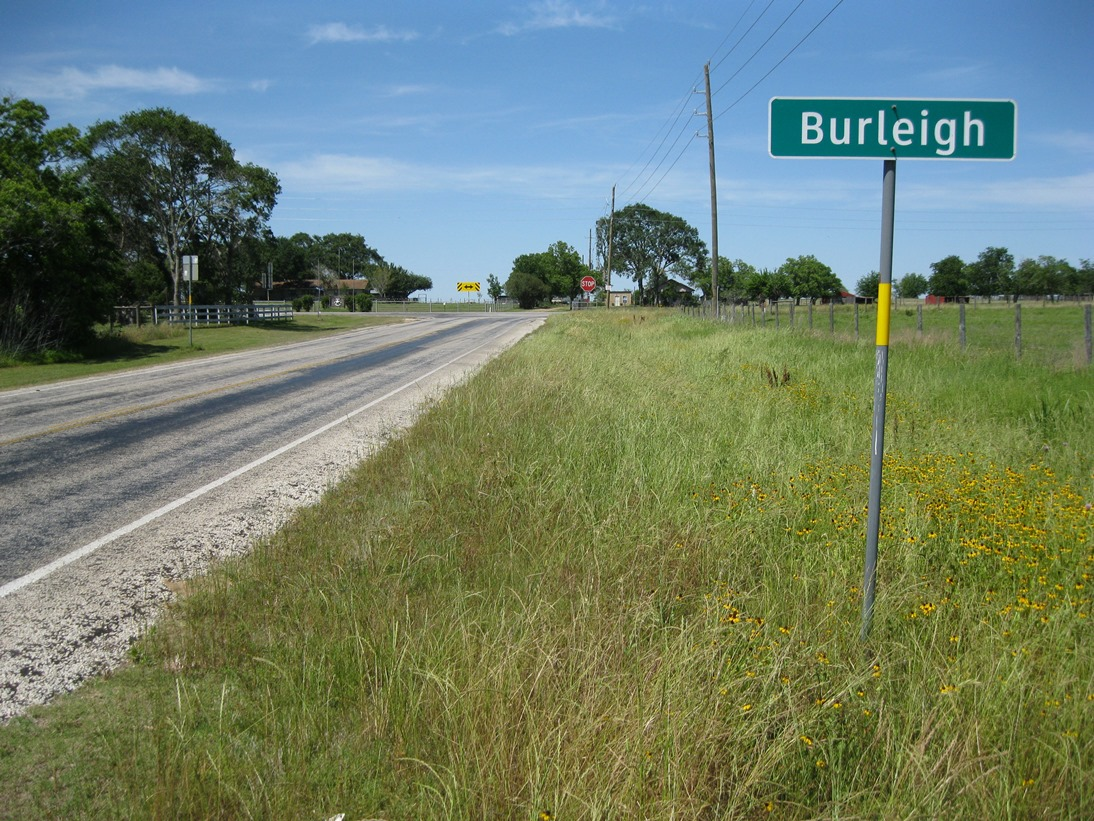
Cartello stradale sulla FM 331 vicino alla FM 529
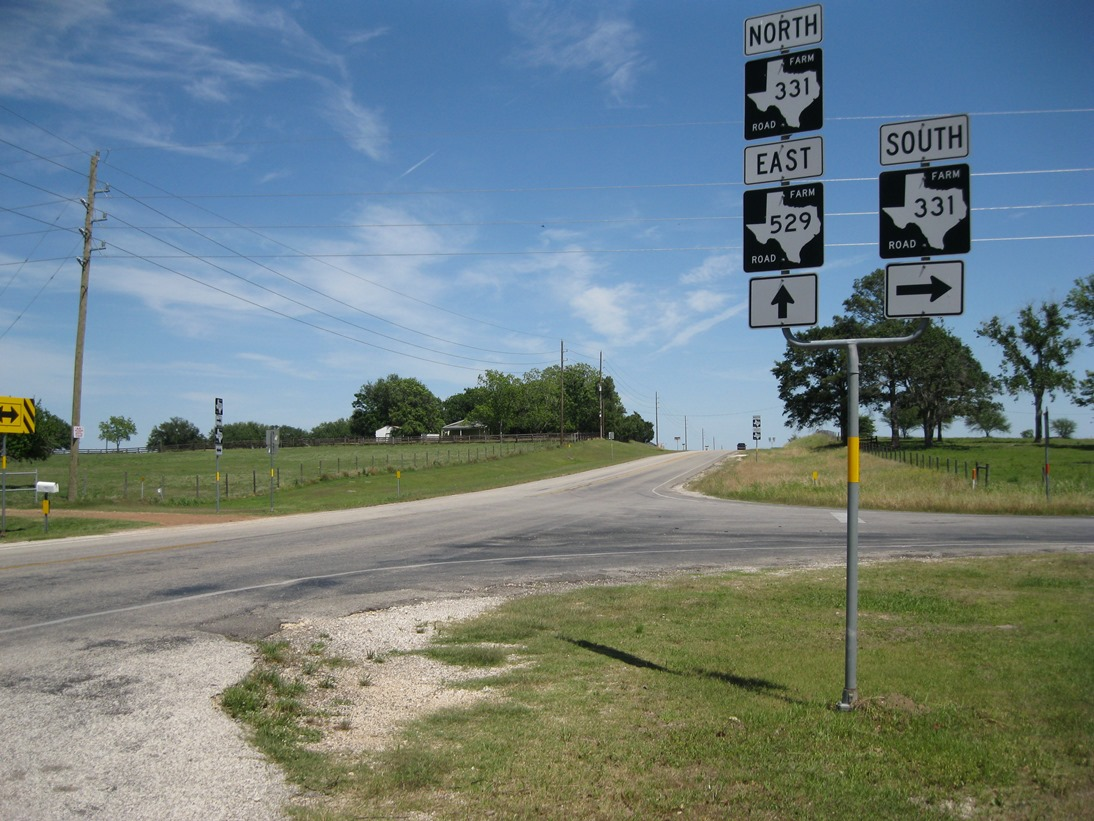
Strada di Burleigh
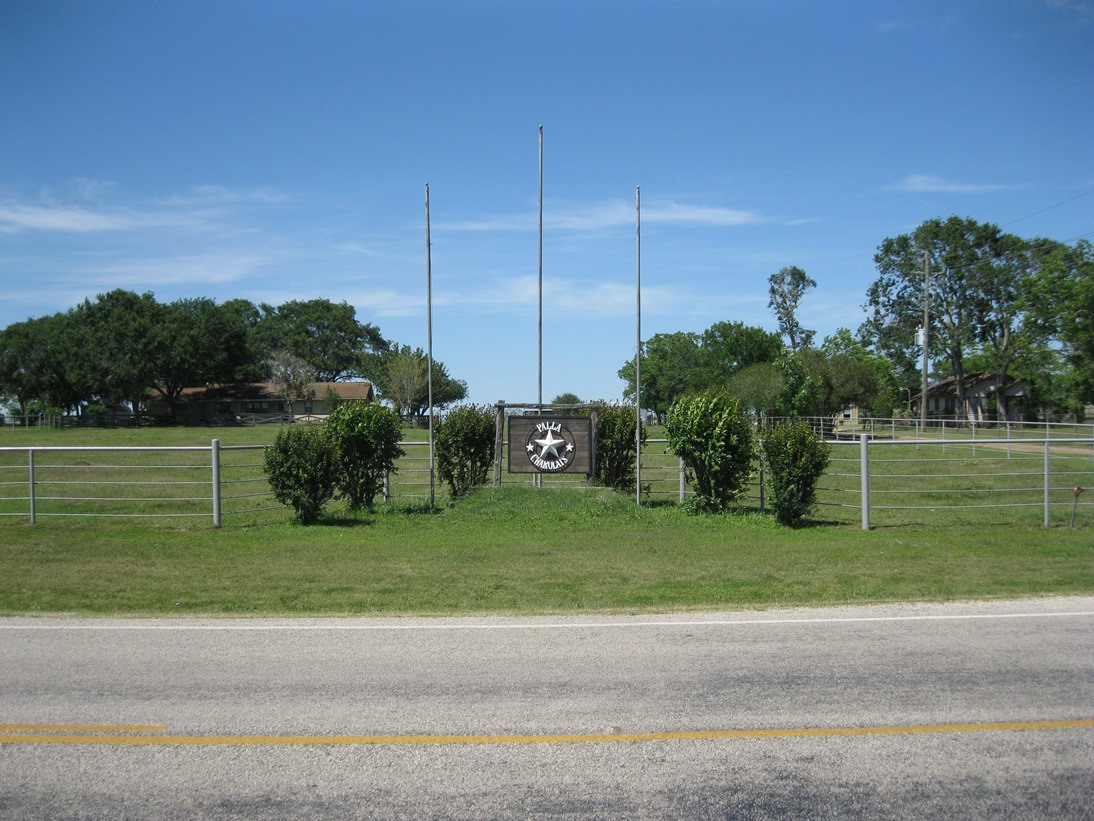
Ranch a Burleigh